# Neliana Tersigni
Neliana Tersigni (Roma, 13 aprile 1945) è una giornalista italiana.

## Biografia
Giornalista freelance romana, laureata in letteratura russa, ha iniziato la sua carriera da giornalista poco più che ventenne presso il quotidiano Paese Sera, all'interno della Redazione degli Esteri, dove ha avuto grandi maestri, come Giorgio Signorini ed Augusto Livi. Per Paese Sera è stata tre anni nella Spagna del dopo Francisco Franco, e, in quella nazione, ha scritto, a partire dal 1976 sino al 1985, anche per El País.

### Corrispondente di guerra
Nel 1987 è entrata a far parte della Rai alla redazione del TG3, principalmente come inviata di guerra. Dal 1987 al 1996 è in Medio Oriente. In Libano a Beirut ha raccontato l'ultima fase della guerra israelo-palestinese, tra il 1987 ed il 1990, ma soprattutto da Gerusalemme, capitale dalla quale ha raccontato, tra il 1987 ed il 1993 tutta la prima fase dell'intifada palestinese, il ritorno di Yasser Arafat, tra il 1993 ed il 1996, e l'assassinio di Yitzhak Rabin del 4 novembre 1995.  Sempre in Medio Oriente, tra il 1990 ed il 1991 ha commentato la prima Guerra del Golfo, la situazione in Arabia Saudita e la realtà di Baghdad in Iraq, fino ai missili irakeni su Israele e Tel Aviv (1992).

### In Russia e in Germania
Nel 1998 è stata nominata corrispondente in Russia da Mosca, mentre nel 1999 si trasferisce in Germania e precisamente a Berlino. Dal 2003 al 2010 è stata a capo dell'ufficio di corrispondenza in Egitto da El Cairo, dove ha “coperto” i servizi giornalistici di tutta l'Africa settentrionale e parte dei paesi arabi del Medio Oriente. Nel 2006, anno in cui è stata in Libano, in zona di guerra, vinse la Vª edizione del Premio Giornalistico Nazionale “Antonio Russo” sul reportage di guerra, come corrispondente per la Rai dal Cairo. Dal mese di novembre del 2010 collabora con Sky TG24. Dal 2012 è corrispondente in Libia da Bengasi. Collabora con il mensile, Lo Straniero, fondato da Goffredo Fofi.

## Premi e riconoscimenti
- Nel 1996 ha ricevuto il Premio Alghero Donna[13] per la sezione giornalismo.